# Carl Fontana
Carl Fontana, né le 18 juillet 1928 à Monroe en Louisiane  et mort le 10 octobre 2003 à Las Vegas dans le Nevada, est un tromboniste de jazz américain. C'est un représentant du Jazz West Coast.

## Discographie partielle

### Comme leader
- 1985 : The Great Fontana, Uptown.

### Comme sideman
- 1956 : The Bill Perkins Octet : On Stage, Pacific Jazz Records, PJ-1221
- 1957 :  Max Bennett : Max Bennett, Bethlehem Records BCP-48

## Sources
- Courte biographie sur le site Allmusic.com